# .357 Magnum
Die Patrone .357 Magnum wurde als Magnum-Patrone vom Hersteller Smith & Wesson 1934 für Revolver auf den Markt gebracht. Im 20. Jahrhundert sind eine Vielzahl von Lang- und Kurzwaffen bekannt, die für dieses Kaliber hergestellt wurden.

## Bezeichnung
Im deutschen Nationalen Waffenregister (NWR) wird die Patrone unter Katalognummer 120 unter folgenden Bezeichnungen geführt (gebräuchliche Bezeichnungen in Fettdruck)
- .357 Mag (Hauptbezeichnung)
- .357 Magnum
- .357 S&W
- .357 S&W Magnum
- .357/38
- S&W .357 Magnum

## Beschreibung
Die Patrone .357 Magnum ist nach Art der Magnum-Patronen stärker geladen als die .38 Special-Munition.  Sie hat das gleiche Kaliber wie die Patrone .38 Special. Daher kann man die schwächere Patrone in Revolvern für die stärkere Patrone verwenden. Umgekehrt könnte beim Abschuss der höhere Gasdruck die dafür nicht ausgelegte Waffe sprengen und somit den Schützen gefährden. Um diese Verwendungsmöglichkeit zu verhindern, ist die Hülse der .357 Magnum rund 3,4 mm länger als die der .38 Special. Es ist (unter Beachtung der allgemeinen Sicherheitsvorschriften) gefahrlos möglich, die kürzere .38 Special-Munition aus .357 Magnum-Revolvern zu verschießen.
Um .357 Magnum-Patronen aus einer Waffe mit Röhrenmagazin (wie bei Unterhebel-Repetiergewehren üblich) zu verschießen, wird empfohlen, ein an der Spitze abgeflachtes Geschoss, beispielsweise Kegelstumpf oder Flachkopf, zu verwenden, da ein Spitzgeschoss möglicherweise durch den Einfluss des Rückstoßes mit der eigenen Spitze den Zündsatz der davor liegenden Patrone auslösen und somit zur Selbstzündung der im Röhrenmagazin enthaltenen Patronen führen könnte.

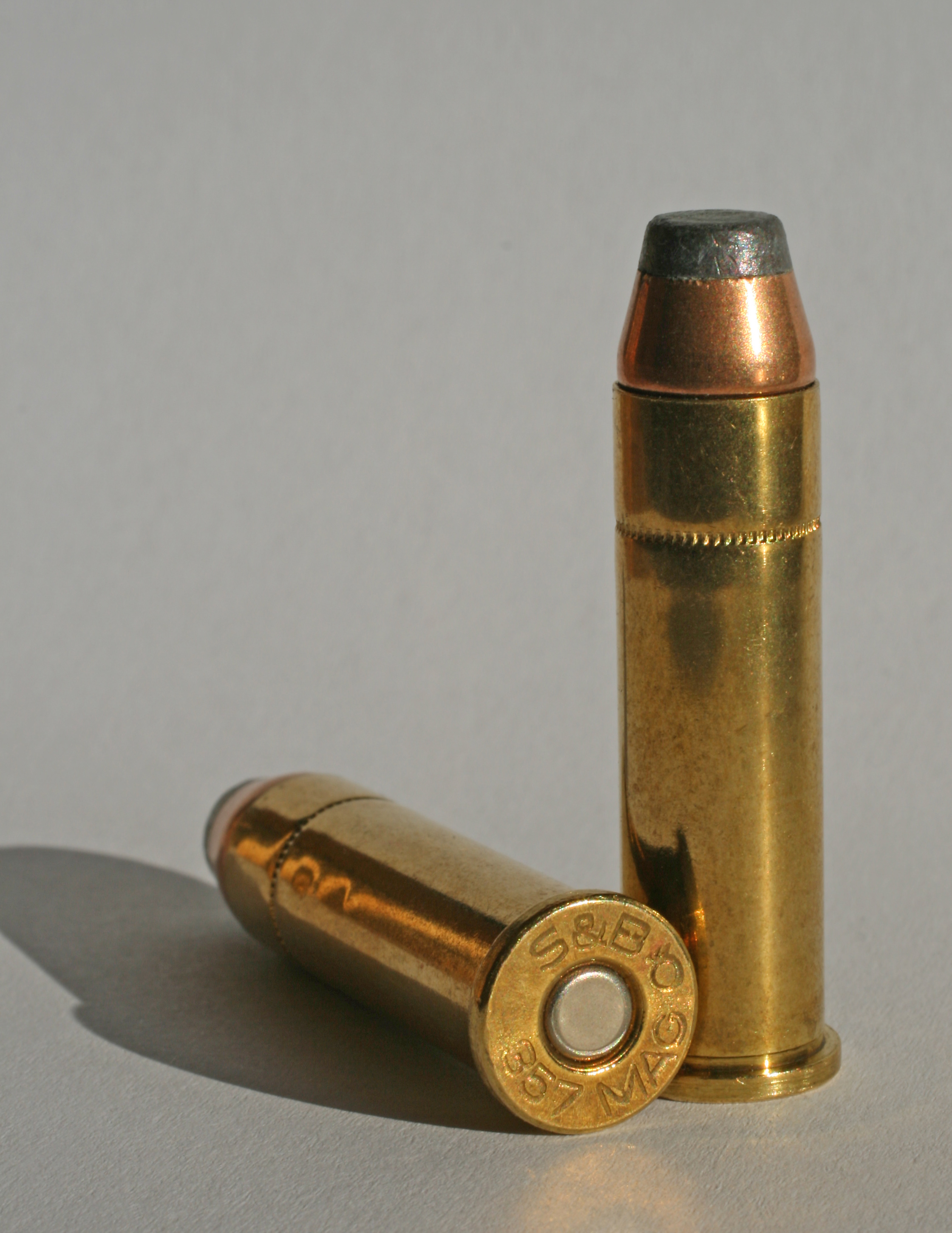
.357 Magnum, Teilmantelgeschoss (JSP)
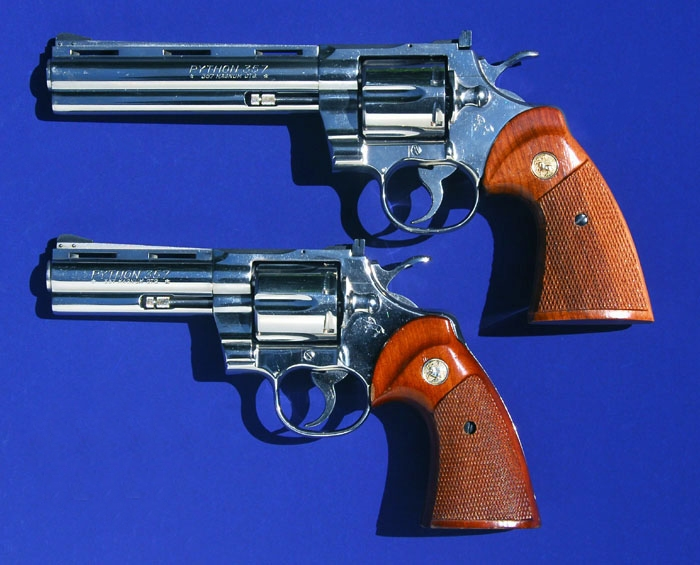
Colt Python in .357 Magnum
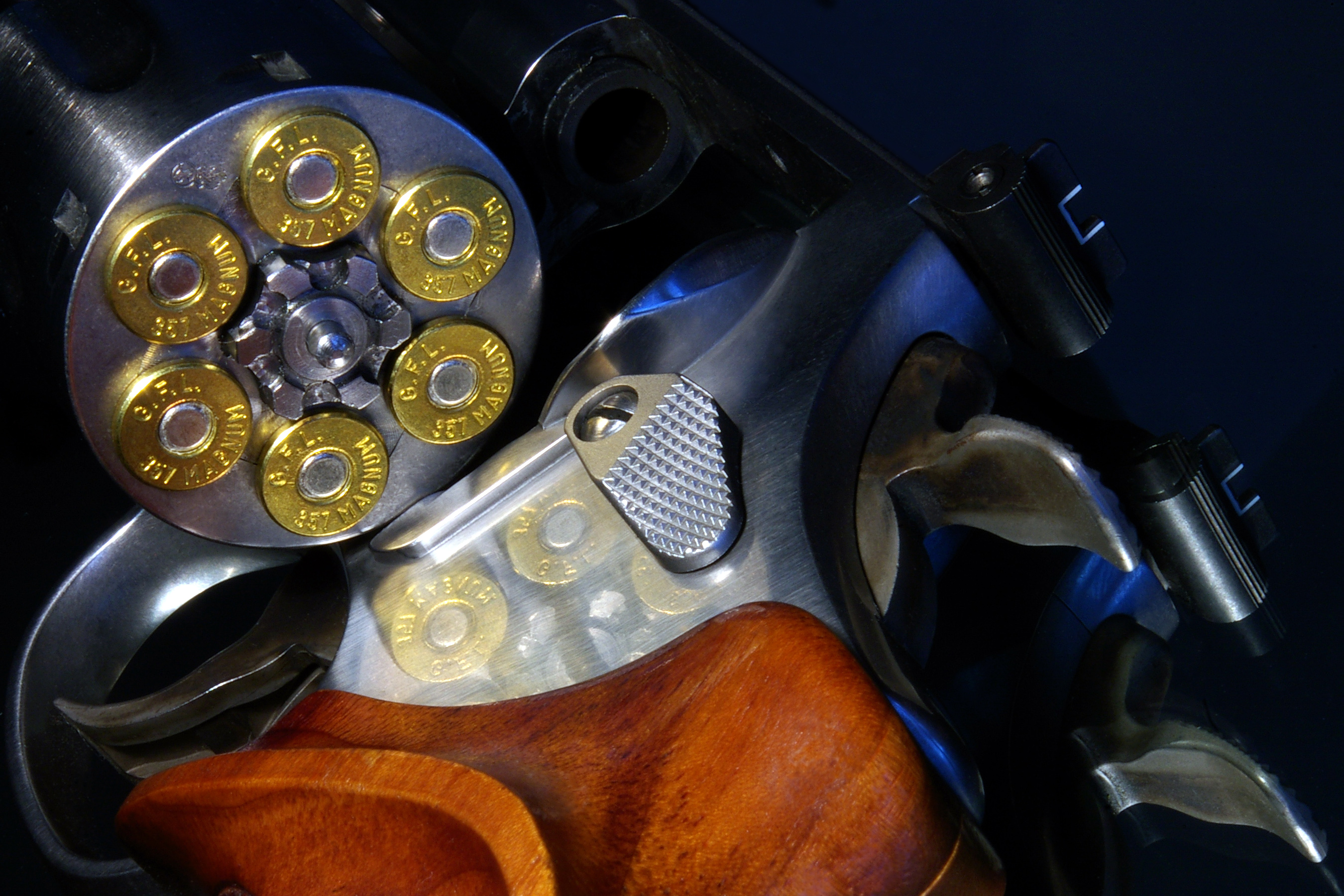
S&W 686 Target Champion DL
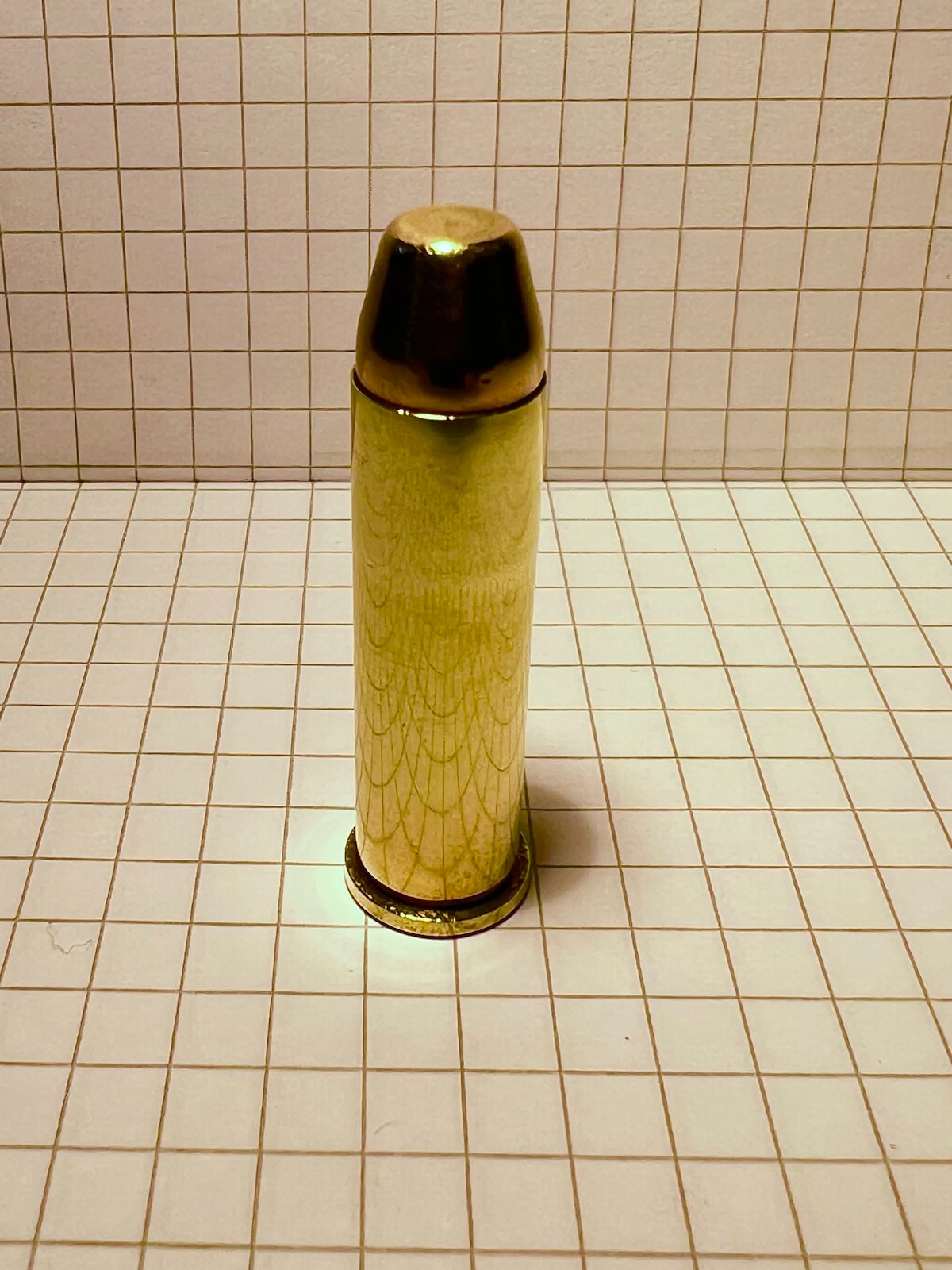
.357 Magnum, Vollmantel-Flachkopf-Geschoss
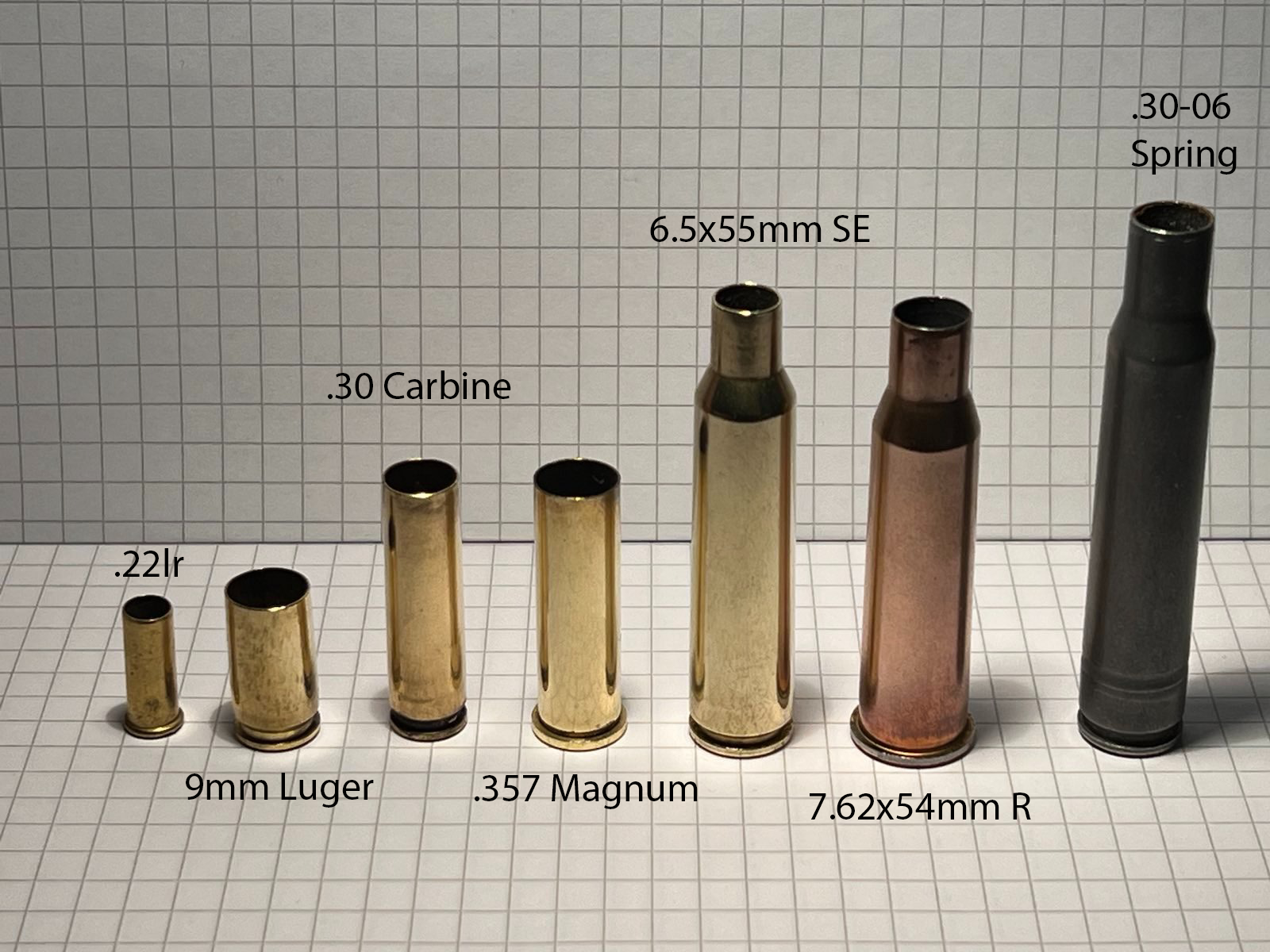
.357 Magnum Hülse im Vergleich mit anderen Kalibern